# Jean-Pierre Corbisez
Jean-Pierre Corbisez, né le 7 mars 1960 à Douai,  est un homme politique français. Il est maire d'Oignies de 1995 à 2017 et sénateur du Pas-de-Calais depuis 2017.

## Biographie
Jean-Pierre Corbisez est ingénieur en aménagement du territoire.
Il commence son parcours politique en tant qu'assistant parlementaire d'Albert Facon, député, de 1988 à 1993. Il se présente aux élections municipales d'Oignies en 1995, où il est élu et succède à Constant Dufour.
De 2001 à 2015, il est élu conseiller général du Pas-de-Calais, sur le canton de Courrières, succédant ainsi à Albert Facon.
Il tente de se faire réélire sur le canton d'Hénin-Beaumont-1 en binôme avec Jeanne-Marie Dubois mais est éliminé face au binôme du Front national.
En 2008, il prend la présidence de la Communauté d'agglomération Hénin-Carvin, à la suite d'Albert Facon.
En 2017, il est élu sénateur et se retrouve en situation de cumul de mandats. Il démissionne donc de son mandat de maire, où Fabienne Dupuis lui succède et de sa fonction de président de la Communauté d'agglomération Hénin-Carvin, où Christophe Pilch lui succède. Il reste toutefois conseiller municipal et communautaire.
Élu sur une liste du Parti socialiste, il se rattache financièrement en 2018 au Parti communiste français.
Aux élections sénatoriales de 2023, il est élu la liste menée par Cathy Apourceau-Poly et se joint au groupe communiste.

## Travail parlementaire
Au Sénat, il siège au sein de la commission de l'aménagement du territoire et du développement durable.